# داميان تشازل
داميان ساير تشازل (بالإنجليزية: Damien Chazelle)‏ هو مخرج وكاتب سيناريو أمريكي حائز علي جائزة الأوسكار عن فيلمه لا لا لاند أول أفلامه كان الرجل ومادلين على مقعد في حديقة [الإنجليزية] (2009). في عام 2014، كتب وأخرج فيلمه الثاني ويبلاش الذي كسب خمس ترشيحات لجوائز الأوسكار. اما فيلمه الثالث فهو لا لا لاند والذي صدر في ديسمبر 2016 وحصل من خلالة على جائزة الغولدن غلوب كأحسن مخرج

## أعماله
| سنة  | عنوان                                         | مخرج | كاتب | منتج | ملاحظات                                                                                         | تقييم روتن توميتوز |
| ---- | --------------------------------------------- | ---- | ---- | ---- | ----------------------------------------------------------------------------------------------- | ------------------ |
| 2009 | Guy and Madeline on a Park Bench [الإنجليزية] | نعم  | نعم  | نعم  | Directorial debut Also cinematographer, editor and soundtrack lyricist                          | 90%                |
| 2013 | طارد الأرواح الأخير الجزء الثاني              | لا   | نعم  | لا   | شارك في كتابته مع إد غاس-دونلي.                                                                 | 16%                |
| 2013 | Grand Piano [الإنجليزية]                      | لا   | نعم  | لا   |                                                                                                 | 78%                |
| 2014 | ويبلاش                                        | نعم  | نعم  | لا   | Based on his short film of the same name Nominated – جائزة الأوسكار لأفضل كتابة (سيناريو مقتبس) | 94%                |
| 2016 | ممر كلوفرفيلد 10                              | لا   | نعم  | لا   | شارك في كتابته مع كلا من: جوش كامبل، ومات ستويكن.                                               | 90%                |
| 2016 | لا لا لاند                                    | نعم  | نعم  | لا   |                                                                                                 | 100%               |

## روابط خارجية
- داميان تشازل على موقع IMDb (الإنجليزية)
- داميان تشازل على موقع الموسوعة البريطانية (الإنجليزية)
- داميان تشازل على موقع روتن توميتوز (الإنجليزية)
- داميان تشازل على موقع مونزينجر (الألمانية)
- داميان تشازل على موقع ألو سيني (الفرنسية)
- داميان تشازل على موقع تيرنر كلاسيك موفيز (الإنجليزية)
- داميان تشازل على موقع أول موفي (الإنجليزية)
- داميان تشازل على موقع بوكس أوفيس موجو (الإنجليزية)
- داميان تشازل على موقع قاعدة بيانات الأفلام السويدية (السويدية)
- داميان تشازل على موقع ديسكوغز (الإنجليزية)